# Sabine Lisicki
Sabine Katharina Lisicki, née le 22 septembre 1989 à Troisdorf, est une joueuse de tennis allemande, professionnelle depuis 2006.
À ce jour, elle a gagné quatre titres sur le circuit WTA en simple et quatre en double. En 2013, elle réalise l'exploit d'éliminer la quintuple vainqueur Serena Williams lors du quatrième tour du tournoi de Wimbledon, après avoir sorti Samantha Stosur au second, et Agnieszka Radwańska en demi-finale. Elle se qualifie pour la première fois en finale d'un tournoi du Grand Chelem lors de cette même occasion où elle est battue par la Française Marion Bartoli en deux sets (6-1, 6-4).

## Style de jeu

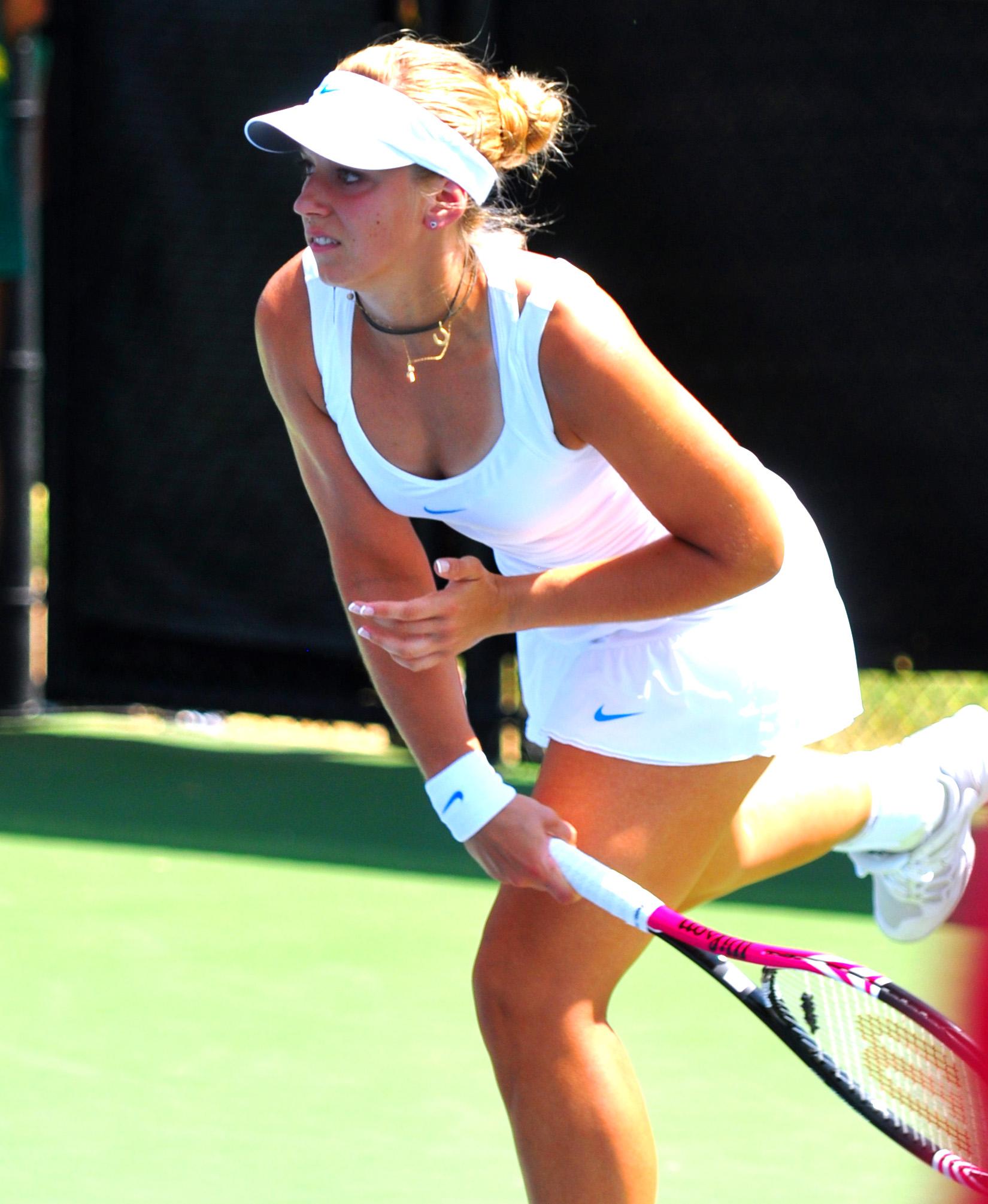
Sabine Lisicki en 2011.

Sabine Lisicki est une attaquante qui base son jeu sur un service dévastateur (elle possède le record du service le plus rapide de la WTA, chronométré à 211 km/h en juillet 2014,) et un coup droit surpuissant. Son revers est moins incisif, mais reste néanmoins un coup plutôt solide. Sa couverture de terrain est assez bonne malgré sa taille, ce qui fait d'elle une joueuse excellente en fond de court. Cependant elle n'hésite pas à monter à la volée pour achever les points. Son jeu très offensif fait d'elle une redoutable adversaire sur gazon où elle a obtenu ses meilleurs résultats en grand chelem. Bien que talentueuse, Lisicki reste inconstante à cause de son mental friable et d'une émotivité forte, il n'est pas rare de la voir fondre en larmes quand les circonstances de jeu lui sont contraires. On peut néanmoins noter que l'Allemande est l'une des rares joueuses de tennis à sourire sur le court après les beaux points, et à applaudir ceux de son adversaire. Sa puissance la fait surnommer « Boom Boom Lisicki ». En juin 2015 à Birmingham, lors de son match au second tour face à Belinda Bencic, Sabine réalise 27 aces et bat ainsi le record du nombre d'aces dans un match féminin en 2 sets gagnants

## Carrière tennistique

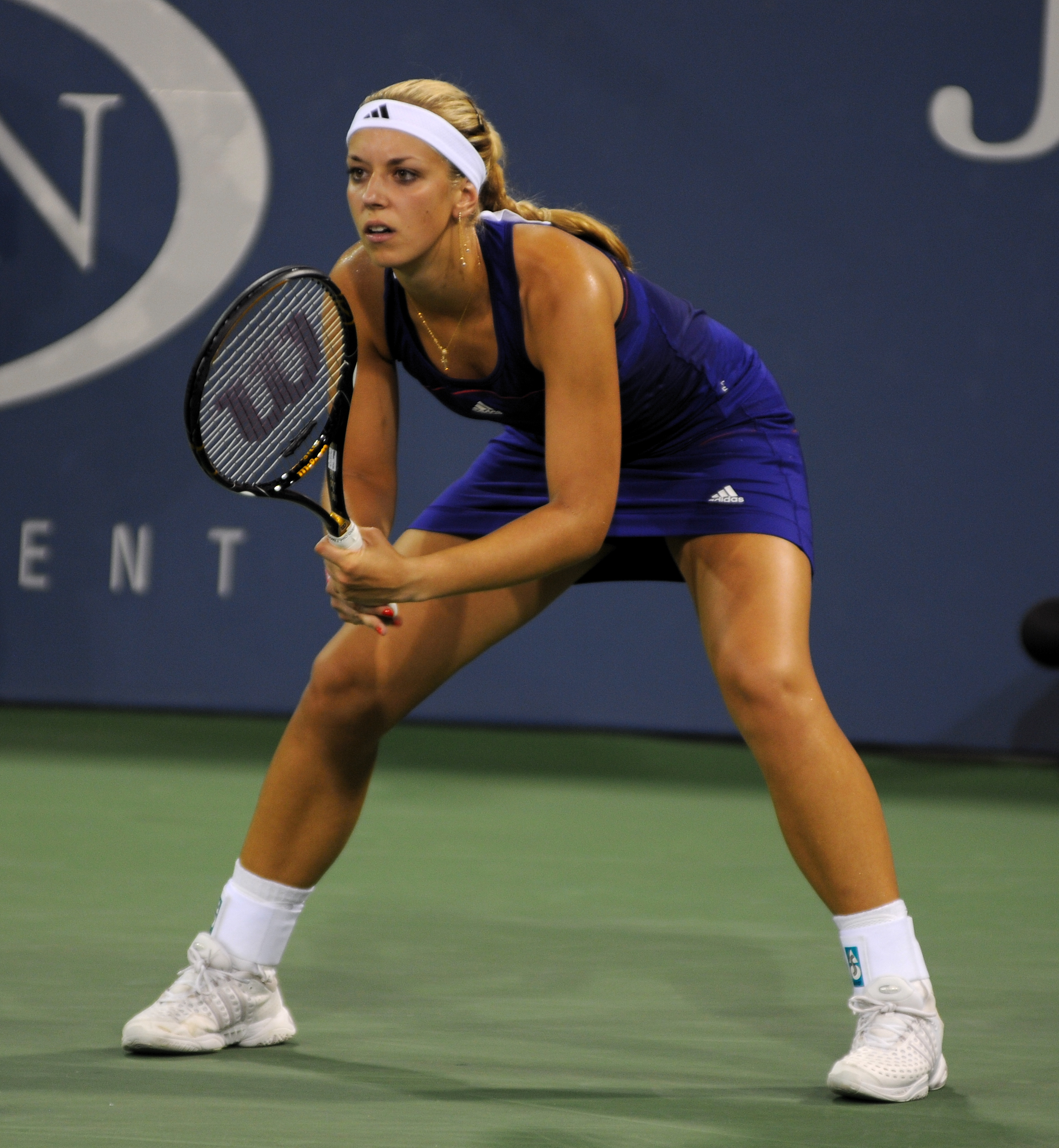
Sabine Lisicki à l'US Open 2010.

Sabine Lisicki fait ses débuts sur les courts en 2004. Invitée dans le tableau des qualifications du tournoi de Berlin en 2005, elle remporte son premier match sur le circuit WTA contre Cara Black. Elle s'adjuge, l'année suivante, deux titres ITF à Toronto et Jersey.
Suffisamment bien classée pour participer à l'Open d'Australie 2008 en tant que qualifiée, l'Allemande enchaîne cinq victoires de suite, dont une au 1er tour contre Dinara Safina (16e tête de série). Cette performance ne laisse pas indifférente la capitaine de Fed Cup, Barbara Rittner, qui la sélectionne à l'occasion de la rencontre face aux États-Unis. Malgré la défaite de son équipe, elle crée la sensation en se jouant en deux sets de l'ex-numéro un mondiale Lindsay Davenport. Lisicki confirme sa progression par un huitième de finale à Miami, s'offrant un nouveau succès face une adversaire de renom : Anna Chakvetadze.
À Charleston en 2009, elle décroche son premier titre en simple en battant notamment Venus Williams en huitièmes de finale, Marion Bartoli dans le dernier carré et enfin Caroline Wozniacki.
À Wimbledon, elle crée la surprise au troisième tour en se qualifiant face à Svetlana Kuznetsova, avant d'éliminer Caroline Wozniacki en 2 manches en 1/8 de finale. Elle est éliminée par Dinara Safina en quart de finale en 3 sets.
En 2011, après s'être qualifiée pour le deuxième tour de Roland-Garros, elle s'incline face à la numéro 3 mondiale Vera Zvonareva malgré 2 balles de match en sa faveur. Elle confirme les bonnes impressions laissées à Roland-Garros en remportant la finale de Birmingham contre Daniela Hantuchová, alors 28e mondiale. Elle continue sur sa lancée à Wimbledon où, en tant que Wild Card, elle bat Sevastova puis la tête de série numéro 3 Li Na. Favorite pour les deux matchs suivants, elle élimine la qualifiée Misaki Doi et Petra Cetkovská pour atteindre les quarts de finale. Elle y bat Marion Bartoli, elle-même tombeuse de la championne en titre, Serena Williams. Avec ce résultat, elle effectue sa meilleure performance en Grand Chelem, une demi-finale. Elle affronte Maria Sharapova, contre laquelle elle perd (6-4, 6-3), et devient 27e joueuse mondiale à la fin du tournoi. Au cours de l'été, elle gagne le tournoi de Dallas en battant Aravane Rezaï en finale.
En 2012, Sabine confirme sa marche en avant par des performances régulières. Sur le gazon de Wimbledon elle croise de nouveau Maria Sharapova, au 4e tour, et elle parvient cette fois à la dominer en deux sets (6-4, 6-3) alors que la Russe restait sur deux finales consécutives de Grand Chelem. Elle tombe ensuite face à sa compatriote Angelique Kerber en quart de finale.
Lors de l'édition 2013 de Wimbledon, Sabine Lisicki fait sensation en éliminant Serena Williams no 1 mondiale (6-2, 1-6, 6-4), grandissime favorite du tournoi, en huitième de finale. Elle confirme ensuite son exploit en se qualifiant en demi-finale, en battant Kaia Kanepi (6-3, 6-3). Le rêve se poursuit en disposant d'Agnieszka Radwańska, tête de série no 4 et finaliste de l'édition 2012, en demi-finale au terme d'un match proprement épique de plus de deux heures, terminé sur le score de 6-4, 2-6, 9-7,. Pour sa première finale en Grand Chelem, elle perd (6-1, 6-4) contre la Française Marion Bartoli, finaliste en 2007.

## Palmarès

### Titres en simple dames
| No | Date       | Nom et lieu du tournoi                      | Catégorie | Dotation    | Surface      | Finaliste          | Score    |          |
| -- | ---------- | ------------------------------------------- | --------- | ----------- | ------------ | ------------------ | -------- | -------- |
| 1  | 13-04-2009 | Family Circle Cup, Charleston               | Premier   | 1 000 000 $ | Terre (ext.) | Caroline Wozniacki | 6-2, 6-4 | Parcours |
| 2  | 06-06-2011 | Aegon Classic, Birmingham                   | Intern'l  | 220 000 $   | Gazon (ext.) | Daniela Hantuchová | 6-3, 6-2 | Parcours |
| 3  | 22-08-2011 | Texas Tennis Open, Dallas                   | Intern'l  | 220 000 $   | Dur (ext.)   | Aravane Rezaï      | 6-2, 6-1 | Parcours |
| 4  | 08-09-2014 | Prudential Hong Kong Tennis Open, Hong Kong | Intern'l  | 250 000 $   | Dur (ext.)   | Karolína Plíšková  | 7-5, 6-3 | Parcours |

### Finales en simple dames
| No | Date       | Nom et lieu du tournoi                           | Catégorie | Dotation     | Surface      | Vainqueure       | Score          |          |
| -- | ---------- | ------------------------------------------------ | --------- | ------------ | ------------ | ---------------- | -------------- | -------- |
| 1  | 29-09-2008 | Tashkent Open, Tachkent                          | Tier IV   | 145 000 $    | Dur (ext.)   | Sorana Cîrstea   | 2-6, 6-4, 7-64 | Parcours |
| 2  | 19-10-2009 | BGL Open, Luxembourg                             | Intern'l  | 220 000 $    | Dur (int.)   | Timea Bacsinszky | 6-2, 7-5       | Parcours |
| 3  | 28-01-2013 | PTT Open, Pattaya                                | Intern'l  | 235 000 $    | Dur (ext.)   | Maria Kirilenko  | 5-7, 6-1, 7-61 | Parcours |
| 4  | 18-02-2013 | US National Indoor Tennis Championships, Memphis | Intern'l  | 235 000 $    | Dur (int.)   | Marina Erakovic  | 6-1, ab.       | Parcours |
| 5  | 24-06-2013 | The Championships, Wimbledon                     | G. Chelem | 16 775 934 $ | Gazon (ext.) | Marion Bartoli   | 6-1, 6-4       | Parcours |

### Titres en double dames
| No | Date       | Nom et lieu du tournoi                     | Catégorie | Dotation    | Surface      | Partenaire      | Finalistes                         | Score            |          |
| -- | ---------- | ------------------------------------------ | --------- | ----------- | ------------ | --------------- | ---------------------------------- | ---------------- | -------- |
| 1  | 18-04-2011 | Porsche Tennis Grand Prix Stuttgart        | Premier   | 721 000 $   | Terre (int.) | Samantha Stosur | Kristina Barrois Jasmin Wöhr       | 6-1, 7-65        | Parcours |
| 2  | 22-04-2013 | Porsche Tennis Grand Prix Stuttgart        | Premier   | 795 707 $   | Terre (int.) | Mona Barthel    | Bethanie Mattek-Sands Sania Mirza  | 6-4, 7-5         | Parcours |
| 3  | 17-03-2014 | Sony Open Tennis Miami                     | PREMIER*  | 5 427 105 $ | Dur (ext.)   | Martina Hingis  | Ekaterina Makarova Elena Vesnina   | 4-6, 6-4, [10-5] | Parcours |
| 4  | 04-01-2015 | Brisbane International by Suncorp Brisbane | Premier   | 1 000 000 $ | Dur (ext.)   | Martina Hingis  | Caroline Garcia Katarina Srebotnik | 6-2, 7-5         | Parcours |

### Finale en double dames
| No | Date       | Nom et lieu du tournoi      | Catégorie | Dotation     | Surface      | Vainqueures                      | Partenaire      | Score    |          |
| -- | ---------- | --------------------------- | --------- | ------------ | ------------ | -------------------------------- | --------------- | -------- | -------- |
| 1  | 20-06-2011 | The Championships Wimbledon | G. Chelem | 10 141 303 $ | Gazon (ext.) | Květa Peschke Katarina Srebotnik | Samantha Stosur | 6-3, 6-1 | Parcours |

### Finale en simple en WTA 125
| No | Date       | Nom et lieu du tournoi  | Catégorie | Dotation  | Surface         | Vainqueure      | Score    |          |
| -- | ---------- | ----------------------- | --------- | --------- | --------------- | --------------- | -------- | -------- |
| 1  | 12-11-2018 | Taipei OEC Open, Taipei | WTA 125   | 115 000 $ | Moquette (int.) | Luksika Kumkhum | 6-1, 6-3 | Parcours |

## Parcours en Grand Chelem

### En simple dames
| Année | Open d'Australie                                    | Open d'Australie    | Internationaux de France | Internationaux de France                           | Wimbledon                                          | Wimbledon                                          | US Open         | US Open             |
| ----- | --------------------------------------------------- | ------------------- | ------------------------ | -------------------------------------------------- | -------------------------------------------------- | -------------------------------------------------- | --------------- | ------------------- |
| 2008  | 3e tour (1/16)                                      | Caroline Wozniacki  | 2e tour (1/32)           | Ágnes Szávay                                       | 1er tour (1/64)                                    | Marion Bartoli                                     | 2e tour (1/32)  | Alona Bondarenko    |
| 2009  | 2e tour (1/32)                                      | Samantha Stosur     | 1er tour (1/64)          | Lucie Šafářová                                     | 1/4 de finale                                      | Dinara Safina                                      | 2e tour (1/32)  | Anastasia Rodionova |
| 2010  | 2e tour (1/32)                                      | Alberta Brianti     | -                        | -                                                  | -                                                  | -                                                  | 2e tour (1/32)  | Vera Zvonareva      |
| 2011  | Q2 \|\| style="text-align:left" \| Vesna Manasieva  | 2e tour (1/32)      | Vera Zvonareva           | 1/2 finale                                         | Maria Sharapova                                    | 4e tour (1/8)                                      | Vera Zvonareva  |                     |
| 2012  | 4e tour (1/8)                                       | Maria Sharapova     | 1er tour (1/64)          | Bethanie Mattek                                    | 1/4 de finale                                      | Angelique Kerber                                   | 1er tour (1/64) | Sorana Cîrstea      |
| 2013  | 1er tour (1/64)                                     | Caroline Wozniacki  | 3e tour (1/16)           | Sara Errani                                        | Finale                                             | Marion Bartoli                                     | 3e tour (1/16)  | Ekaterina Makarova  |
| 2014  | 2e tour (1/32)                                      | Monica Niculescu    | 2e tour (1/32)           | Mona Barthel                                       | 1/4 de finale                                      | Simona Halep                                       | 3e tour (1/16)  | Maria Sharapova     |
| 2015  | 1er tour (1/64)                                     | Kristina Mladenovic | 3e tour (1/16)           | Lucie Šafářová                                     | 3e tour (1/16)                                     | Timea Bacsinszky                                   | 4e tour (1/8)   | Simona Halep        |
| 2016  | 2e tour (1/32)                                      | Denisa Allertová    | 1er tour (1/64)          | Verónica Cepede                                    | 3e tour (1/16)                                     | Yaroslava Shvedova                                 | 1er tour (1/64) | Yulia Putintseva    |
| 2017  | -                                                   | -                   | -                        | -                                                  | 1er tour (1/64)                                    | Ana Konjuh                                         | 1er tour (1/64) | Zhang Shuai         |
| 2018  | —                                                   | —                   | —                        | —                                                  | Q1 \|\| style="text-align:left" \| Anna Kalinskaya | Q1 \|\| style="text-align:left" \| Olga Govortsova |                 |                     |
| 2019  | Q1 \|\| style="text-align:left" \| Isabelle Wallace | —                   | —                        | Q3 \|\| style="text-align:left" \| Lesley Kerkhove | —                                                  | —                                                  |                 |                     |

À droite du résultat, l’ultime adversaire.

### En double dames
| Année | Open d'Australie              | Open d'Australie            | Internationaux de France    | Internationaux de France    | Wimbledon                   | Wimbledon                   | US Open                       | US Open                     |
| ----- | ----------------------------- | --------------------------- | --------------------------- | --------------------------- | --------------------------- | --------------------------- | ----------------------------- | --------------------------- |
| 2008  | -                             | -                           | 1er tour (1/32) S. Bammer   | L. Hradecká R. Voráčová     | -                           | -                           | 2e tour (1/16) Aravane Rezaï  | K. Srebotnik Ai Sugiyama    |
| 2009  | -                             | -                           | -                           | -                           | 2e tour (1/16) A. Wozniak   | S. Williams V. Williams     | -                             | -                           |
| 2010  | 1er tour (1/32) Aravane Rezaï | Melinda Czink N. Grandin    | -                           | -                           | -                           | -                           | -                             | -                           |
| 2011  | -                             | -                           | -                           | -                           | Finale S. Stosur            | Květa Peschke K. Srebotnik  | 1er tour (1/32) S. Stosur     | E. Daniilídou Polona Hercog |
| 2012  | -                             | -                           | -                           | -                           | 3e tour (1/8) Hsieh Su-wei  | F. Pennetta F. Schiavone    | 1/4 de finale Peng Shuai      | A. Hlaváčková L. Hradecká   |
| 2013  | -                             | -                           | 3e tour (1/8) J. Husárová   | Sara Errani Roberta Vinci   | -                           | -                           | -                             | -                           |
| 2014  | -                             | -                           | -                           | -                           | -                           | -                           | -                             | -                           |
| 2015  | -                             | -                           | 1er tour (1/32) A. Petkovic | Kudryavtseva Pavlyuchenkova | -                           | -                           | 1er tour (1/32) Ka. Plíšková  | Mona Barthel L. Siegemund   |
| 2016  | 2e tour (1/16) B. Mattek      | An. Rodionova Ar. Rodionova | 2e tour (1/16) A. Petkovic  | Xu Yifan Zheng Saisai       | 1er tour (1/32) E. Bouchard | G. Dabrowski M. J. Martínez | 3e tour (1/8) A. Kudryavtseva | Andreja Klepač K. Srebotnik |
| 2017  | -                             | -                           | -                           | -                           | -                           | -                           | 2e tour (1/16) Raquel Atawo   | Tímea Babos A. Hlaváčková   |

Sous le résultat, la partenaire ; à droite, l’ultime équipe adverse.

### En double mixte
| Année | Open d'Australie           | Open d'Australie           | Internationaux de France | Internationaux de France | Wimbledon                   | Wimbledon                   | US Open | US Open |
| ----- | -------------------------- | -------------------------- | ------------------------ | ------------------------ | --------------------------- | --------------------------- | ------- | ------- |
| 2013  | 1er tour (1/16) F. Nielsen | J. Gajdošová Matthew Ebden | -                        | -                        | 2e tour (1/16) Mark Knowles | Cara Black A.-U.-H. Qureshi | -       | -       |
| 2017  | -                          | -                          | -                        | -                        | 3e tour (1/8) John Peers    | M. J. Martínez M. Demoliner | -       | -       |

Sous le résultat, le partenaire ; à droite, l’ultime équipe adverse.

## Parcours en «Premier Mandatory» et «Premier 5»
Découlant d'une réforme du circuit WTA inaugurée en 2009, les tournois WTA « Premier Mandatory » et « Premier 5 » constituent les catégories d'épreuves les plus prestigieuses, après les quatre levées du Grand Chelem.

### En simple dames
| Année |              | Premier Mandatory           | Premier Mandatory           | Premier Mandatory             | Premier Mandatory            |       | Premier 5 | Premier 5                    | Premier 5                    | Premier 5                  | Premier 5                    | Premier 5 | Premier 5                   |
| Année | Indian Wells | Miami                       | Madrid                      | Pékin                         |                              | Dubaï | Rome      | Canada                       | Cincinnati                   |                            | Tokyo                        |           |                             |
| Année | Indian Wells | Miami                       | Madrid                      | Pékin                         |                              | Doha  | Rome      | Canada                       | Cincinnati                   |                            | Wuhan                        |           |                             |
| Année | Indian Wells | Miami                       | Madrid                      | Pékin                         |                              |       | Rome      | Canada                       | Cincinnati                   |                            |                              |           |                             |
| 2009  |              | 1er tour (1/64) E. Vesnina  | 2e tour (1/32) I. Benešová  |                               | 1er tour (1/32) F. Schiavone |       |           |                              |                              |                            |                              |           | 2e tour (1/16) J. Janković  |
| 2010  |              | 2e tour (1/32) J. Craybas   | 2e tour (1/32) Y. Shvedova  |                               |                              |       |           | 2e tour (1/16) V. Williams   |                              |                            | 1er tour (1/32) M. Niculescu |           |                             |
| 2011  |              |                             | 3e tour (1/16) M. Sharapova |                               | 2e tour (1/16) K. Kanepi     |       |           |                              |                              |                            | 1er tour (1/32) S. Peer      |           |                             |
| 2012  |              | 2e tour (1/32) L. Domínguez | 4e tour (1/8) Li N.         |                               | 2e tour (1/16) V. Azarenka   |       |           | 1er tour (1/32) A. Kerber    | 1er tour (1/32) M. Erakovic  | 2e tour (1/16) C. Suárez   |                              |           | 1er tour (1/32) H. Watson   |
| 2013  |              |                             | 1er tour (1/64) S. Halep    | 3e tour (1/8) M. Sharapova    | 3e tour (1/8) Li N.          |       |           |                              | 2e tour (1/16) P. Kvitová    |                            | 1er tour (1/32) J. Janković  |           |                             |
| 2014  |              | 2e tour (1/32) A. Wozniak   | 3e tour (1/16) K. Flipkens  | 3e tour (1/8) S. Halep        | 3e tour (1/8) A. Ivanović    |       |           |                              | 1er tour (1/32) S. Stosur    | 3e tour (1/8) A. Radwańska | 3e tour (1/8) A. Radwańska   |           | 2e tour (1/16) E. Svitolina |
| 2015  |              | 1/2 finale J. Janković      | 1/4 de finale S. Williams   | 1er tour (1/32) C. Vandeweghe |                              |       |           | 2e tour (1/16) A. Ivanović   | 2e tour (1/16) T. Bacsinszky | 3e tour (1/8) B. Bencic    | 1er tour (1/32) C. Garcia    |           |                             |
| 2016  |              | 2e tour (1/32) J. Larsson   | 2e tour (1/32) I.-C. Begu   | 2e tour (1/16) C. Suárez      | 2e tour (1/16) E. Svitolina  |       |           | 1er tour (1/32) M. Niculescu | 1er tour (1/32) D. Gavrilova |                            |                              |           | 1er tour (1/32) E. Makarova |

Sous le résultat, l’ultime adversaire.

### En double dames
| Année                  | Premier Mandatory   | Premier Mandatory       | Premier Mandatory  | Premier Mandatory      | Premier Mandatory       | Premier Mandatory    | Premier Mandatory  | Premier Mandatory | Premier 5 | Premier 5               | Premier 5            | Premier 5            | Premier 5 | Premier 5          | Premier 5     | Premier 5                  | Premier 5         | Premier 5          | Premier 5         | Premier 5 | Premier 5 | Premier 5 |
| Année                  | Indian Wells        | Indian Wells            | Miami              | Miami                  | Madrid                  | Madrid               | Pékin              | Pékin             | Dubaï     | Dubaï                   | Doha                 | Doha                 | Rome      | Rome               | Canada        | Canada                     | Cincinnati        | Cincinnati         | Tokyo             | Tokyo     | Wuhan     | Wuhan     |
| ---------------------- | ------------------- | ----------------------- | ------------------ | ---------------------- | ----------------------- | -------------------- | ------------------ | ----------------- | --------- | ----------------------- | -------------------- | -------------------- | --------- | ------------------ | ------------- | -------------------------- | ----------------- | ------------------ | ----------------- | --------- | --------- | --------- |
| 2011                   |                     |                         |                    |                        |                         |                      |                    |                   |           |                         |                      |                      |           |                    |               |                            |                   |                    |                   |           |           |           |
| —                      | —                   | —                       | —                  | —                      | —                       | —                    | —                  | —                 | —         |                         |                      | —                    | —         | —                  | —             | 1er tour (1/16) Hantuchová | Daniilídou Hercog | —                  | —                 |           |           |           |
| 2012                   |                     |                         |                    |                        |                         |                      |                    |                   |           |                         |                      |                      |           |                    |               |                            |                   |                    |                   |           |           |           |
| 2e tour (1/8) Görges   | Hlaváčková Hradecká | —                       | —                  | —                      | —                       | —                    | —                  |                   |           | 1/4 de finale Kirilenko | Llagostera Rodionova | 1er tour (1/16) Peng | Forfait   | 1/4 de finale Peng | Huber Raymond | —                          | —                 | 1/2 finale Raymond | Kops-Jones Spears |           |           |           |
| 2013                   |                     |                         |                    |                        |                         |                      |                    |                   |           |                         |                      |                      |           |                    |               |                            |                   |                    |                   |           |           |           |
| —                      | —                   | 2e tour (1/8) Gajdošová | Mattek-Sands Mirza | 1/4 de finale Husárová | Pavlyuchenkova Šafářová | 2e tour (1/8) Medina | Hantuchová Raymond |                   |           | —                       | —                    | —                    | —         | —                  | —             | —                          | —                 | —                  | —                 |           |           |           |
| 2014                   |                     |                         |                    |                        |                         |                      |                    |                   |           |                         |                      |                      |           |                    |               |                            |                   |                    |                   |           |           |           |
| 1er tour (1/16) Hingis | Barty Dellacqua     | Victoire Hingis         | Makarova Vesnina   | 2e tour (1/8) Hingis   | Pavlyuchenkova Šafářová |                      |                    |                   |           | —                       | —                    |                      |           |                    |               |                            |                   |                    |                   |           |           |           |

N.B. : le nom de la partenaire se trouve sous le résultat ; le nom des ultimes adversaires se trouve à droite.

## Parcours aux Jeux olympiques

### En simple dames
| # | Date       | Nom de l'olympiade             | Surface      | Résultat      | Ultime adversaire | Score          |          |
| - | ---------- | ------------------------------ | ------------ | ------------- | ----------------- | -------------- | -------- |
| 1 | 28/07/2012 | Olympic Tennis Event Wimbledon | Gazon (ext.) | 3e tour (1/8) | Maria Sharapova   | 6-78, 6-4, 6-3 | Parcours |

### En double dames
| # | Date       | Nom de l'olympiade             | Surface      | Résultat      | Partenaire       | Ultimes adversaires            | Score    |          |
| - | ---------- | ------------------------------ | ------------ | ------------- | ---------------- | ------------------------------ | -------- | -------- |
| 1 | 28/07/2012 | Olympic Tennis Event Wimbledon | Gazon (ext.) | 2e tour (1/8) | Angelique Kerber | Serena Williams Venus Williams | 6-2, 7-5 | Parcours |

### En double mixte
| # | Date       | Nom de l'olympiade             | Surface      | Résultat                 | Partenaire      | Ultimes adversaires       | Score            |          |
| - | ---------- | ------------------------------ | ------------ | ------------------------ | --------------- | ------------------------- | ---------------- | -------- |
| 1 | 28/07/2012 | Olympic Tennis Event Wimbledon | Gazon (ext.) | 4e place (petite finale) | Christopher Kas | Mike Bryan · Lisa Raymond | 6-3, 4-6, [10-4] | Parcours |

## Parcours en Fed Cup
| #                                                                         | Date       | Lieu         | Surface      | Gagnante(s)                        | Perdante(s)                      | Score              |          |
|                                                                           |            |              |              |                                    |                                  |                    |          |
| 2008 - 1/4 de finale (groupe mondial) - États-Unis - Allemagne - 4 : 1    |            |              |              |                                    |                                  |                    |          |
| 1                                                                         | 02/02/2008 | La Jolla     | Dur (ext.)   | Sabine Lisicki                     | Lindsay Davenport                | 6-1, 7-5           | Parcours |
| 1                                                                         | 02/02/2008 | La Jolla     | Dur (ext.)   | Ashley Harkleroad                  | Sabine Lisicki                   | 6-4, 7-5           | Parcours |
|                                                                           |            |              |              |                                    |                                  |                    |          |
| 2008 - Barrage (groupe mondial I) - Argentine - Allemagne - 3 : 2         |            |              |              |                                    |                                  |                    |          |
| 2                                                                         | 26/04/2008 | Buenos Aires | Terre (ext.) | Gisela Dulko                       | Sabine Lisicki                   | 6-2, 6-2           | Parcours |
| 2                                                                         | 26/04/2008 | Buenos Aires | Terre (ext.) | Sabine Lisicki Jasmin Wöhr         | Jorgelina Cravero Betina Jozami  | 6-0, 1-6, 7-62     | Parcours |
|                                                                           |            |              |              |                                    |                                  |                    |          |
| 2009 - 1er tour (groupe mondial II) - Suisse - Allemagne - 2 : 3          |            |              |              |                                    |                                  |                    |          |
| 3                                                                         | 07/02/2009 | Zurich       | Dur (int.)   | Sabine Lisicki                     | Timea Bacsinszky                 | 6-0, 6-4           | Parcours |
| 3                                                                         | 07/02/2009 | Zurich       | Dur (int.)   | Patty Schnyder                     | Sabine Lisicki                   | 6-74, 7-5, 6-1     | Parcours |
|                                                                           |            |              |              |                                    |                                  |                    |          |
| 2009 - Barrage (groupe mondial I) - Allemagne - Chine - 3 : 2             |            |              |              |                                    |                                  |                    |          |
| 4                                                                         | 25/04/2009 | Francfort    | Terre (ext.) | Sabine Lisicki                     | Zheng Jie                        | 6-4, 2-6, 6-4      | Parcours |
| 4                                                                         | 25/04/2009 | Francfort    | Terre (ext.) | Anna-Lena Grönefeld Sabine Lisicki | Peng Shuai Zheng Jie             | 4-6, 7-5, 6-2      | Parcours |
|                                                                           |            |              |              |                                    |                                  |                    |          |
| 2011 - Barrage (groupe mondial I) - Allemagne - États-Unis - 5 : 0        |            |              |              |                                    |                                  |                    |          |
| 5                                                                         | 16/04/2011 | Stuttgart    | Terre (int.) | Sabine Lisicki                     | Christina McHale                 | 6-3, 6-4           | Parcours |
|                                                                           |            |              |              |                                    |                                  |                    |          |
| 2012 - 1er tour (groupe mondial) - Allemagne - République tchèque - 1 : 4 |            |              |              |                                    |                                  |                    |          |
| 6                                                                         | 04/02/2012 | Stuttgart    | Dur (int.)   | Iveta Benešová                     | Sabine Lisicki                   | 2-6, 6-4, 6-2      | Parcours |
| 6                                                                         | 04/02/2012 | Stuttgart    | Dur (int.)   | Petra Kvitová                      | Sabine Lisicki                   | 6-72, 6-4, 6-1     | Parcours |
|                                                                           |            |              |              |                                    |                                  |                    |          |
| 2013 - 1er tour (groupe mondial II) - France - Allemagne - 1 : 3          |            |              |              |                                    |                                  |                    |          |
| 7                                                                         | 09/02/2013 | Limoges      | Terre (int.) | Sabine Lisicki                     | Pauline Parmentier               | 7-5, 7-5           | Parcours |
| 7                                                                         | 09/02/2013 | Limoges      | Terre (int.) | Kristina Mladenovic                | Sabine Lisicki                   | Non disputé        | Parcours |
|                                                                           |            |              |              |                                    |                                  |                    |          |
| 2013 - Barrage (groupe mondial I) - Allemagne - Serbie - 3 : 2            |            |              |              |                                    |                                  |                    |          |
| 8                                                                         | 20/04/2013 | Stuttgart    | Terre (int.) | Anna-Lena Grönefeld Sabine Lisicki | Vesna Dolonc Aleksandra Krunić   | 6-2, 6-4           | Parcours |
|                                                                           |            |              |              |                                    |                                  |                    |          |
| 2014 - Finale (groupe mondial) - République tchèque - Allemagne - 3 : 1   |            |              |              |                                    |                                  |                    |          |
| 9                                                                         | 08/11/2014 | Prague       | Dur (int.)   | Julia Görges Sabine Lisicki        | Andrea Hlaváčková Lucie Hradecká | 6-4, 6-3           | Parcours |
|                                                                           |            |              |              |                                    |                                  |                    |          |
| 2015 - 1er tour (groupe mondial) - Allemagne - Australie - 4 : 1          |            |              |              |                                    |                                  |                    |          |
| 10                                                                        | 07/02/2015 | Stuttgart    | Dur (int.)   | Julia Görges Sabine Lisicki        | Casey Dellacqua Olivia Rogowska  | 6-72, 7-67, [10-6] | Parcours |
|                                                                           |            |              |              |                                    |                                  |                    |          |
| 2015 - 1/2 finale (groupe mondial) - Russie - Allemagne - 3 : 2           |            |              |              |                                    |                                  |                    |          |
| 11                                                                        | 18/04/2015 | Sotchi       | Terre (int.) | A. Pavlyuchenkova                  | Sabine Lisicki                   | 4-6, 7-64, 6-3     | Parcours |
| 11                                                                        | 18/04/2015 | Sotchi       | Terre (int.) | A. Pavlyuchenkova Elena Vesnina    | Sabine Lisicki Andrea Petkovic   | 6-2, 6-3           | Parcours |

## Classements WTA en fin de saison
| Année          | 2004 | 2005 | 2006 | 2007 | 2008 | 2009 | 2010 | 2011 | 2012 | 2013 | 2014 | 2015 | 2016 | 2017 | 2018 | 2019 | 2020 | 2021 | 2022 | 2023 |
| Rang en simple | 951  | 437  | 497  | 237  | 54   | 23   | 179  | 15   | 37   | 15   | 27   | 32   | 91   | 268  | 229  | 334  | 622  | –    | 427  | 376  |
| Rang en double | –    | –    | –    | 474  | 145  | –    | –    | 45   | 55   | 71   | 72   | 84   | 104  | 397  | –    | –    | –    | –    | 380  | 579  |

Source : (en) Classements de Sabine Lisicki sur le site officiel de la Fédération internationale de tennis

## Records et statistiques

### Victoires sur le top 10
Toutes ses victoires sur des joueuses classées dans le top 10 de la WTA lors de la rencontre.
| Légende         |
| Grand Chelem    |
| Jeux olympiques |
| Masters         |
| Premier         |
| Elite Trophy    |
| Intern'l        |
| Fed Cup         |

| #  |        |  | Tournoi    | Année | Surface             |                     | Adversaire          | Rang  | Tour           | Score         | Tableau |
| -- | ------ |  | ---------- | ----- | ------------------- | ------------------- | ------------------- | ----- | -------------- | ------------- | ------- |
| 1  | no 137 |  | Miami      | 2008  | Dur                 |                     | Anna Chakvetadze    | no 6  | 1/16           | 7-5, 6-1      | Tableau |
| 2  | no 63  |  | Charleston | 2009  | Terre battue        |                     | Venus Williams      | no 5  | 1/8            | 6-4, 7-65     | Tableau |
| 3  | no 41  |  | Wimbledon  | 2009  | Gazon               |                     | Svetlana Kuznetsova | no 5  | 1/16           | 6-2, 7-5      | Tableau |
| 4  | no 41  |  | Wimbledon  | 2009  | Gazon               | Caroline Wozniacki  | no 9                | 1/8   | 6-4, 6-4       |               | Tableau |
| 5  | no 155 |  | Stuttgart  | 2011  | Terre battue (int.) |                     | Li Na               | no 6  | 1/8            | 6-4, 7-5      | Tableau |
| 6  | no 62  |  | Wimbledon  | 2011  | Gazon               |                     | Li Na               | no 4  | 1/32           | 3-6, 6-4, 8-6 | Tableau |
| 7  | no 62  |  | Wimbledon  | 2011  | Gazon               | Marion Bartoli      | no 9                | 1/4   | 6-4, 64-7, 6-1 |               | Tableau |
| 8  | no 26  |  | Stanford   | 2011  | Dur                 |                     | Samantha Stosur     | no 10 | 1/8            | 6-3, 7-5      | Tableau |
| 9  | no 15  |  | Wimbledon  | 2012  | Gazon               |                     | Maria Sharapova     | no 1  | 1/8            | 6-4, 6-3      | Tableau |
| 10 | no 24  |  | Wimbledon  | 2013  | Gazon               |                     | Serena Williams     | no 1  | 1/8            | 6-2, 1-6, 6-4 | Tableau |
| 11 | no 24  |  | Wimbledon  | 2013  | Gazon               | Agnieszka Radwańska | no 4                | 1/2   | 6-4, 2-6, 9-7  |               | Tableau |
| 12 | no 25  |  | Pékin      | 2014  | Dur                 |                     | Eugenie Bouchard    | no 7  | 1/16           | 6-2, 6-4      | Tableau |
| 13 | no 21  |  | Miami      | 2015  | Dur                 |                     | Ana Ivanović        | no 6  | 1/16           | 7-64, 7-5     | Tableau |